# Molophilus arciferus
Molophilus arciferus är en tvåvingeart som beskrevs av Alexander 1952. Molophilus arciferus ingår i släktet Molophilus och familjen småharkrankar. Inga underarter finns listade i Catalogue of Life.